# NGC 7259
NGC 7259 este o hi (21cm) source⁠(d) situată în constelația Peștele Austral. A fost descoperită în 28 septembrie 1834 de către John Herschel.